# Hypodrassodes asbolodes
Hypodrassodes asbolodes är en spindelart som först beskrevs av William Joseph Rainbow och Robert Henry Pulleine 1920.  Hypodrassodes asbolodes ingår i släktet Hypodrassodes och familjen plattbuksspindlar. Inga underarter finns listade i Catalogue of Life.